# Dominica ai Giochi della XXXII Olimpiade
La Dominica ha partecipato ai Giochi della XXXII Olimpiade, che si sono svolti a Tokyo, Giappone, dal 23 luglio all'8 agosto 2021 (inizialmente previsti dal 24 luglio al 9 agosto 2020 ma posticipati per la pandemia di COVID-19) con due atleti, un uomo e una donna.
Si è trattato della settima partecipazione di questo paese ai Giochi estivi.

## Delegazione
| Sport            | Uomini | Donne | Totale |
| ---------------- | ------ | ----- | ------ |
| Atletica leggera | 3      | 3     | 6      |
| Nuoto            | 1      | 1     | 2      |
| Totale           | 4      | 4     | 8      |

## Atletica leggera
| Q | Qualificato al turno successivo per la posizione in qualificazione                                                           |
| q | Qualificato per il turno successivo per ripescaggio o, negli eventi su campo, conquistando la misura minima per qualificarsi |

Maschile
Eventi su pista e strada
| Atleta       | Evento      | Batteria  | Batteria  | Semifinale      | Semifinale      | Finale          | Finale          |
| Atleta       | Evento      | Risultato | Posizione | Risultato       | Posizione       | Risultato       | Posizione       |
| ------------ | ----------- | --------- | --------- | --------------- | --------------- | --------------- | --------------- |
| Dennick Luke | 800 m piani | 1'54"30   | 8º        | Non qualificato | Non qualificato | Non qualificato | Non qualificato |

Femminile
Eventi su campo
| Atleta      | Evento       | Qualifica | Qualifica | Finale  | Finale    |
| Atleta      | Evento       | Misura    | Posizione | Misura  | Posizione |
| ----------- | ------------ | --------- | --------- | ------- | --------- |
| Thea LaFond | Salto triplo | 14,60 m   | 3ª Q      | 12,57 m | 12ª       |